# Liparochrus rufus
Liparochrus rufus is een keversoort uit de familie Hybosoridae. De wetenschappelijke naam van de soort is voor het eerst geldig gepubliceerd in 1892 door Blackburn.